# Pseudolimnophila noveboracensis
Pseudolimnophila noveboracensis là một loài ruồi trong họ Limoniidae. Chúng phân bố ở miền Tân bắc.